# 성녀 도로테아
성녀 도로테아(Dorothea, 생년 미상 ~ 311년)는 4세기 카파도키아에서 활동한 동정녀 순교자로 4대 주요 동정녀 가운데 한 사람이다. 로마 제국의 디오클레티아누스 황제의 기독교 박해 기간 도중에 순교하였으므로, 순교 성인으로 불리며, 축일은 2월 6일이다. 이름은 그리스어에서 유래한 이름으로, ‘하느님의 선물’이라는 뜻을 가지고 있다. 회화에서는 주로 머리에 화관을 쓴 젊은 여인으로, 치맛자락이나 바구니에 과일이나 꽃을 가득 담아 들고 있는 모습으로 그려진다. 원예·양조업자·신부·꽃집 주인·정원사·조산사·신혼 부부의 수호 성녀이며, 로마 가톨릭교회와 성공회에서는 도로테아를 세례명으로 사용한다.

## 행적
도로테아에 관해서는 확실한 교회사 사료가 전하지 않는다. 다만 4세기 초 디오클레티아누스 황제 때 오늘날의 터키인 카파도키아의 카에사레아에서 순교한 것으로 전해진다. 도로테아의 순교에 관한 이야기는 역사적 관점에서 볼 때 그다지 신빙성은 없지만, 그녀가 원로원 의원의 딸이었으나 결혼하기를 거부하고 이교의 신들에게 제물을 바치지 않아 박해받았다고 한다. 그녀에게는 매질과 고문이 통하지 않았으며 마치 비둘기 깃털로 애무를 받는 것처럼 보였다. 마침내 그녀는 참수되었는데, 처형당하러 가는 길에도 매우 침착한 모습을 보이며, 몰려든 군중들에게 자신은 이 차가운 세상을 버리고 추위나 눈이 내리지 않는 곳으로 갈 것이라고 말했다고 한다. 테오필리우스라는 젊은이는 그녀를 조롱하며 "당신네 그리스도 교인들이 믿는 내세에 가거든 장미와 사과를 보내달라."고 말했다. 도로테아는 그러겠다고 약속했고, 다음 겨울 테오필리우스는 한 소년이 가져온 바구니를 받았는데 바구니에는 꽃과 과일이 가득했다. 그 소년은 천사였다. 테오필리우스는 즉시 개종했으며 그 역시 순교의 길을 택했다.